# Orthotrichia nova
Orthotrichia nova är en nattsländeart som beskrevs av G. Marlier 1978. Orthotrichia nova ingår i släktet Orthotrichia och familjen smånattsländor. Inga underarter finns listade i Catalogue of Life.